# Lüttich–Bastogne–Lüttich 2016
Das 102. Lüttich–Bastogne–Lüttich war ein belgisches Straßenradrennen. Das Eintagesrennen fand am Sonntag, den 24. April 2016, statt. Der Start erfolgte in Lüttich. Nach etwa 120 km war in Bastogne der Wendepunkt. Das Ziel befand nach 253 km in Ans, einem Vorort von Lüttich. Zudem gehört das Radrennen zur UCI WorldTour 2016 und war das dreizehnte von insgesamt 28 Rennen dieser Serie.

## Teilnehmende Mannschaften
| WorldTeams (18)- AG2R La Mondiale - Astana - BMC Racing Team - Cannondale - Dimension Data - Etixx-Quick Step - FDJ - Giant-Alpecin - IAM Cycling - Katusha - Lampre-Merida - Lotto NL-Jumbo - Lotto-Soudal - Movistar Team - Orica-GreenEDGE - Sky - Tinkoff - Trek-Segafredo Professional Continental Teams (7)- Bora-Argon 18 - Cofidis, Solutions Crédits - Direct Énergie - Fortuneo-Vital Concept - Roompot-Oranje Peloton - Topsport Vlaanderen-Baloise - Wanty-Groupe Gobert |
| |

## Rennergebnis
| #      | Fahrer            | Team               | Zeit       |
| ------ | ----------------- | ------------------ | ---------- |
| Sieger | Wout Poels        | Team Sky           | 6h 24' 29" |
| 2.     | Michael Albasini  | Orica GreenEdge    | gl. Zeit   |
| 3.     | Rui Costa         | Lampre-Merida      | gl. Zeit   |
| 4.     | Samuel Sanchez    | BMC Racing Team    | +0' 04"    |
| 5.     | Ilnur Sakarin     | Team Katusha       | +0' 09"    |
| 6.     | Warren Barguil    | Team Giant-Alpecin | +0' 11"    |
| 7.     | Roman Kreuziger   | Tinkoff            | +0' 12"    |
| 8.     | Joaquim Rodríguez | Team Katusha       | gl. Zeit   |
| 9.     | Bauke Mollema     | Trek-Segafredo     | gl. Zeit   |
| 10.    | Diego Rosa        | Astana Pro Team    | gl. Zeit   |